# Alice van Bourbon-Parma (1917-2017)

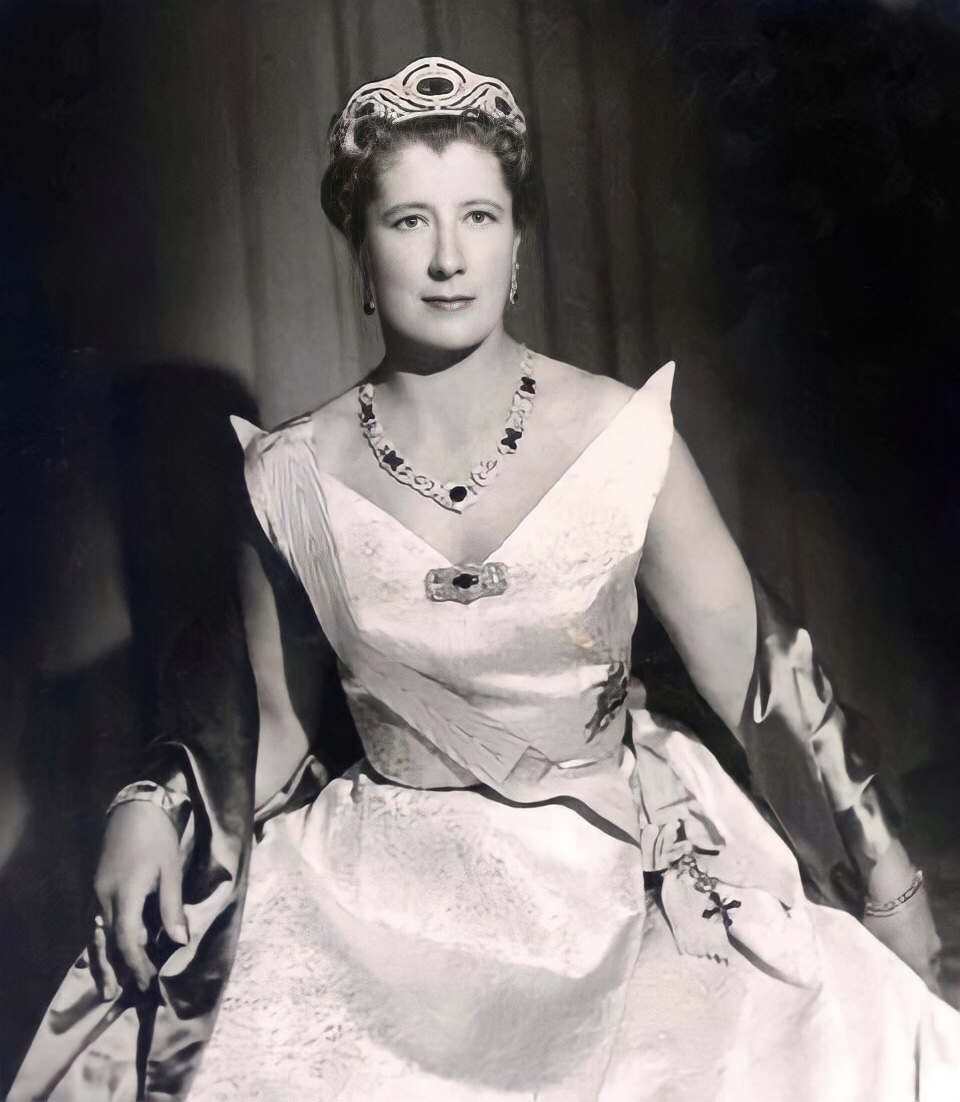
Alice van Bourbon-Parma

Alice van Bourbon-Parma, voluit Alicia Maria Teresa Francesca Luisa Pia Anna Valeria de Bourbon prinses van Parma (Wenen, 13 november 1917 — Madrid, 28 maart 2017), was een lid van de Spaanse adel. Door geboorte maakte ze deel uit van het Huis Bourbon-Parma. Door haar huwelijk trad ze toe tot de adellijke familie Bourbon-Sicilië en werd ze infante van Spanje.

## Levensloop
Prinses Alice was een dochter van Elias van Bourbon-Parma en Maria Anna van Oostenrijk. Zij huwde in 1936 met infant Alfons Maria van Bourbon (1901-1964), uit de lijn Bourbon-Sicilië, zoon van Karel Maria van Bourbon-Sicilië en Maria de las Mercedes van Bourbon, infante van Spanje.
Alice was een van de laatste in de Maria-Louisa-orde benoemde dames. Haar schoonvader benoemde haar bij haar huwelijk in een van de huisorden van zijn geslacht, de Heilige Militaire Constantijnse Orde van Sint-Joris. De prinses woonde in Madrid. Zij had tot haar dood in 2017 de beroemde Farnese-diamant in bezit.
Kinderen van Alice en Alfons:
- Theresa de Bourbon et Bourbon, prinses van Twee Siciliën (1937), huwde met Don Íñigo Moreno y Artega
- Carlos (1938-2015), huwde met Anne van Orléans (1938)
- Inés Maria de Bourbon et Bourbon, prinses van Twee Siciliën (1940), huwde met Don Luis de Morales y Aguado